# 舌鰨沙
舌鰨沙為輻鰭魚綱鰈形目鰨亞目舌鰨科的其中一種，為熱帶魚類，分布於印度西太平洋區，從巴基斯坦、印度至菲律賓、馬來西亞、印尼半鹹水、海域，棲息深度27-420公尺，體長可達20公分，棲息在沙泥底質底層水域、河口區，以底棲無脊椎動物為食，生活習性不明，可作為食用魚。

## 扩展阅读
維基物種上的相關：舌鰨沙